# تپه حومه‌ای (تپه‌های بره سیمین)
تپه حومه‌ای (تپه‌های بره سیمین) مربوط به دوران پیش از تاریخ ایران باستان است و در اسلام‌آباد غرب، شمال تپه بورک واقع شده و این اثر در تاریخ ۱۹ تیر ۱۳۴۸ با شمارهٔ ثبت ۸۴۶ به‌عنوان یکی از آثار ملی ایران به ثبت رسیده است.